# Оркестр Государственного Эрмитажа
Оркестр Государственного Эрмитажа («Санкт-Петербург Камерата») — российский камерный оркестр, базирующийся в Санкт-Петербурге.
Создан в 1989 г. литовским дирижёром Саулюсом Сондецкисом как оркестр «Санкт-Петербург Камерата»; основу оркестра составили студенты Ленинградской консерватории, где Сондецкис был приглашённым профессором. В 1990 г. по предложению директора Государственного Эрмитажа Бориса Пиотровского оркестр на некоторое время перешёл под патронат Эрмитажа, затем работал как партнёрский коллектив звукозаписывающей компании «Sony Classical» и наконец в 1994 г. вновь был приглашён в партнёры Эрмитажа и получил нынешнее название. С 1997 г. оркестр стал базовым коллективом Эрмитажной Академии музыки — масштабной программы проектов, включающей, в частности, концерты в исторических интерьерах Эрмитажного театра и других помещений Эрмитажа.
Бессменный руководитель оркестра Саулюс Сондецкис в 2009 г. был удостоен Ордена Почёта за вклад в развитие музыкального искусства и укрепление российско-литовских культурных связей.